# Jack-Alain Léger
Jack-Alain Léger, noto anche con lo pseudonimo di Daniel Théron (Tolone, 5 giugno 1947 – Parigi, 17 luglio 2013), è stato uno scrittore, traduttore e musicista francese.
I molti pseudonimi che usò nella sua lunga carriera, si accompagnarono ad una moltitudine di aspetti della sua immagine pubblica che andarono dalla figura dell'anticonformista politicamente impegnato, a quelle del maniaco depressivo, dell'omosessuale, del pubblico intellettuale, dell'autore prolifico, della stella musicale hippy e del creatore di best seller.

## Biografia
Cresciuto vicino alla città di Parigi, iniziò la carriera come critico discografico ed alcuni dei suoi articoli apparvero  sul mensile Rock & Folk. Tradusse in francese i libri Tarantula di Bob Dylan, Le avventure di Tom Bombadil di Tolkien e L'energia degli schiavi di Leonard Cohen.

### Carriera musicale
Tra i primi pseudonimi utilizzati vi fu l'oscuro Melmoth, lugubre personaggio del romanzo gotico Melmoth l'errante di Charles Robert Maturin, nome con il quale fu autore-compositore-interprete dell'album del 1969 La Devanture des ivresses, che vinse il Grand Prix de l'Académie Charles-Cros. Molto diverso fu l'approccio con il pubblico come Dashiell Hedayat, pseudonimo che prese in omaggio agli scrittori Dashiell Hammett e Sadegh Hedayat, presentandosi come un mistico hippy e rock star, con baffi e giacchetta di pelle nera. In tale veste pubblicò nel 1971 Obsolete, un album di rock psichedelico realizzato con la collaborazione dei Gong, considerato dall'edizione francese di Rolling Stone l'ottantunesimo miglior disco di rock francese.

### Carriera letteraria
Iniziò a scrivere all'età di 13 anni, ma fu pubblicato solo nel 1969 il suo primo romanzo, intitolato Being, scritto con lo pseudonimo Melmoth. La maggior parte della sua produzione letteraria è stata pubblicata con lo pseudonimo Jack-Alain Léger, con cui nel 1976 è uscito il suo libro di maggiore successo, Monsignore, tradotto in 14 lingue, dal quale è stato tratto nel 1982 il film omonimo diretto da Frank Perry ed interpretato da Christopher Reeve. Con l'altro pseudonimo Paul Smaïl ha scritto il best seller Vivre me tue, «testimonianza» della vita nel ghetto di un giovane francese di origine nordafricana. Nel corso della carriera letteraria scrisse una mole impressionante di libri, che comprendono romanzi d'avventura, libri di ricerca, saghe, opere di introspezione analitica, pamphlet e saggi.

### Vita privata
Di natura anticonformista e degno esponente della controcultura francese, Léger destò spesso scandalo in televisione quando veniva invitato a presentare le sue nuove opere, da molti considerate oltraggiose. Si impose per il suo stile provocatorio e sincero, definito unico dalla critica. Nell'autobiografico romanzo Autoportrait au loup del 1982 confessò la propria omosessualità, un argomento che sarebbe ricorso spesso nei suoi libri insieme a quello della depressione cronica, malessere di cui soffriva dall'infanzia. In un'intervista rivelò che gli era intollerabile portare il cognome del padre, che la letteratura era per lui una questione di vita o di morte e che lo aiutava a lottare contro la depressione.
Grande scalpore destò il romanzo del 2003 Tartuffe fait ramadan, in cui denuncia l'intolleranza e l'oscurantismo di un certo islamismo al quale contrappone le virtù del pensiero illuminista. Non ebbe mai timore di manifestare apertamente le proprie opinioni e difese sempre i diritti degli omosessuali, dei giovani emarginati e delle femministe, firmando uno dei propri libri con lo pseudonimo femminile Eve Saint-Roche.
È morto gettandosi dalla finestra della sua casa di Parigi nel 2013, all'età di 66 anni. Il tema del suicidio ricorreva spesso nei suoi discorsi, in cui affermava che si sarebbe riunito alla madre, la quale si era a sua volta suicidata. Nel necrologio sul quotidiano Le Figaro, è stato ricordato come un "grande narratore maledetto, che aveva litigato con tutti e con sé stesso".

## Opere
Con lo pseudonimo di Melmoth :
- Being (1969)

Con lo pseudonimo di Dashiell Hedayat :
- Le Bleu le bleu (1971)
- Le livre des morts-vivants (1972)
- Selva Oscura (1974)
- Jeux d'intérieur au bord de l'océan (1979)

Con lo pseudonimo di Jack-Alain Léger :
- Mon Premier Amour (1973)
- Un ciel si fragile (1975)
- Monsignore (Monsignore) (1976)
- Capriccio (1978)
- L'heure du Tigre (1979)
- Monsignore II (1981)
- Ocean (1982)
- Autoportrait au loup (1982)
- Pacific Palisades (1982)
- Wanderweg (1986)
- Le Siècle des ténèbres (1989)
- Le Roman (1991)
- Les souliers rouges de la Duchesse (1992)
- Le duo du II (1993)
- Jacob Jacobi (1993)
- La gloire est le deuil éclatant du bonheur (1995)
- L'autre Falstaff (1996)
- Ma vie (titre provisoire), Salvy, (1997)
- Maestranza, L'arpenteur/Gallimard, (2000)
- On en est là, Denoel, (2003)
- Tartuffe fait ramadan, Denoel, (2003)
- A contre Coran, (2004)
- Le siècle des ténèbres, Denoel, (2006). Riedizione dei tre romanzi Le Siècles des ténèbres, Le Roman, Jacob Jacobi
- A contre coran, collezione « Hors de moi », edizioni HC, (2004)
- Hé bien ! la guerre, Denoel, (2006)
- Les aurochs et les anges, Rivages, (2007)
- Zanzaro circus : Windows du passé surgies de l'oubli, L'Éditeur, (2012)

Con lo pseudonimo di Eve Saint-Roche :
- Prima Donna (1988)

Con lo pseudonimo di Paul Smaïl :
- Vivre me tue (1997)
- Casa, la casa, Ballands, (1998)
- La passion selon moi, Laffont, (1999)
- Ali le magnifique, Denoël, (2001)

## Discografia
Con lo pseudonimo Melmoth :
- La Devanture des ivresses, Arion CBS, 1968. Edizione in CD : Mantra FGL, 1992.

Con lo pseudonimo di Dashiell Hedayat :
- Obsolete, Shandar RCA, 1971. Edizione in CD : Mantra FGL, 1992.